# Natalka Bilozerkiwez

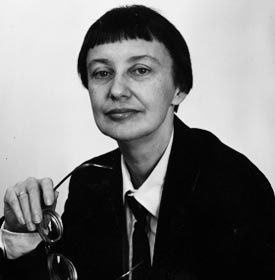
Natalka Bilozerkiwez, 2007

Natalka Hennadijiwna Bilozerkiwez (ukrainisch Ната́лка Генна́діївна Білоцеркі́вець; * 8. November 1954 in Kujaniwka, Oblast Sumy, Ukrainische SSR) ist eine ukrainische Dichterin und Übersetzerin.

## Werdegang
Sie wurde im Dorf Kujaniwka (Куянівка)  in der Nähe von Sumy geboren und studierte an der Nationalen Taras-Schewtschenko-Universität in Kiew.
Sie ist mit dem Kritiker Mykola Rjabtschuk verheiratet und arbeitet als Redakteurin für das Magazin Ukrainian Culture in Kiew.
Ihr erster Gedichtband Ballad about the Invincibles (Balada pro neskorenykh) erschien 1976, noch während ihrer Studienzeit. Des Weiteren veröffentlichte sie die Bände The Underground Fire (Підземний вогонь, 1984) und November (Листопад, 1989).
Ihre Gedicht-Sammlungen Allergy (Алергія, 1999) und Central Hotel  (Готель Централь, 2004) gewannen jeweils 2000 und 2004 den Wettbewerb Buch des Monats.
Virlana Tkacz und Wanda Phipps begannen 1991 mit der Übersetzung von Natalka Bilozerkiwez's Werk.
Die New Yorker Performance-Theatergruppe "Yara Arts Group" erarbeiteten eine zweisprachige Version ihres Gedichtes May für die Veranstaltung
Five Years After, zum Gedenken an die Nuklearkatastrophe von Tschernobyl, aufgeführt am „Ukrainian Institute of America“ in New York.
Im darauffolgenden Winter benutzte Tkacz Bilozerkiwez's May als Textgrundlage für das Yara Art Group-Stück Explosions
aufgeführt am „La MaMa Experimental Theatre in New York“. Tkacz und Phipps erhielten für ihre Übersetzungsarbeit den „Poetry Translation Prize“ des Literaturmagazins „Agni“, das 1991 das Gedicht veröffentlichte.